# Schuldenbeteiligungstausch
Der Schuldenbeteiligungstausch (englisch Debt Equity Swap) ist bei Unternehmen ein Swap, durch den eine Forderung eines Gläubigers gegenüber einem Schuldner zu Gunsten einer entsprechenden Kapitalbeteiligung an diesem getauscht wird.

## Allgemeines
Der sperrige Begriff Schuldenbeteiligungstausch hat sich in Deutschland nicht durchgesetzt; in Fachkreisen wird an dessen Stelle der Debt Equity Swap bevorzugt.
Als Schuldner kommen Unternehmen oder Staaten (und deren Gliedstaaten) in Frage. Dieses Swapgeschäft kommt nur in der Unternehmenskrise des Schuldnerunternehmens oder der Schuldenkrise von Staaten vor, also vor allem bei deren Restrukturierung, Sanierung oder während der Insolvenz beim Insolvenzplanverfahren von Unternehmen. Grund ist, dass kein Gläubiger im üblichen Geschäftsverkehr daran interessiert ist, sein Gläubigerrisiko gegen das viel höhere Unternehmerrisiko einzutauschen. Beim Debt Equity Swap wird Fremdkapital (englisch debt) in Eigenkapital (englisch equity) umgewandelt (englisch swap); in der Bilanz des Schuldnerunternehmens findet hierdurch entsprechend ein Passivtausch von Fremdkapital in Eigenkapital statt, der bisherige Gläubiger wird Gesellschafter. Die Umwandlung von Fremdkapital in Eigenkapital ist ein wichtiges Instrument zur Sanierung von Unternehmen, die in eine Unternehmenskrise geraten sind. Durch den Wegfall von Verbindlichkeiten kann eine Überschuldung beseitigt werden; gleichzeitig kann das Erlöschen von Zins- und Tilgungspflichten (Schuldendienst) die Zahlungsfähigkeit des Unternehmens wiederherstellen.
Debt Equity Swaps sind strukturell mit den Debt-for-nature Swaps vergleichbar mit dem wesentlichen Unterschied, dass beim Debt-for-nature Swap keine Kapitalbeteiligung stattfindet. Beide dienen der Restrukturierung notleidender Kredite.  

## Rechtsfragen
Im Insolvenzplanverfahren können nach § 225a Abs. 2 Satz 1 InsO notleidende Forderungen von Gläubigern in Anteilsrechte umgewandelt werden, was jedoch nur mit deren Zustimmung möglich ist (§ 225a Abs. 2 Satz 2 InsO). Darüber hinaus ist nach § 225a Abs. 3 InsO jede zulässige gesellschaftsrechtliche Maßnahme gestattet, insbesondere die Kapitalherabsetzung, Kapitalerhöhung (mit oder ohne Ausschluss der Bezugsrechte), Sacheinlagen, Übertragung von Anteilsrechten oder Abfindungen an ausscheidende Gesellschafter. Die gesetzliche Aufzählung ist nicht abschließend, so dass auch die Änderung der Rechtsform hierzu gehört.
Der Insolvenzplan muss konkret regeln, wie ein vorgesehener Debt Equity Swap technisch umgesetzt wird. Dies erfolgt in der Regel durch Kapitalherabsetzung und anschließende Kapitalerhöhung bei gleichzeitiger Einbringung der Forderung als Sacheinlage durch Erlassvertrag gemäß § 397 BGB oder Abtretung gemäß §§ 398 ff. BGB und automatischem Untergang der Forderung wegen Konfusion. Wurden Forderungen von Gläubigern in Anteils- oder Mitgliedschaftsrechte am Schuldner umgewandelt, kann der Schuldner nach der gerichtlichen Bestätigung keine Ansprüche wegen einer Überbewertung der Forderungen im Insolvenzplan gegen die bisherigen Gläubiger geltend machen (§ 254 Abs. 4 InsO).
Auch bei Kreditinstituten kann in der Krise nach § 9 Abs. 1 KredReorgG vorgesehen werden, dass Forderungen von Gläubigern in Anteile am Kreditinstitut umgewandelt werden, falls die Gläubiger zustimmen. Allerdings ist nach § 12 Abs. 2 KredReorgG ein Eingriff in eine Forderung, für die im Entschädigungsfall dem Gläubiger ein Entschädigungsanspruch gegen eine Sicherungseinrichtung im Sinne des § 23a KWG zusteht, hiervon ausgeschlossen. Dies gilt auch für Forderungen, die über eine freiwillige Einlagensicherung abgedeckt sind.

## Markt
Auch in Deutschland hat sich mittlerweile ein Markt für diese zweifelhaften oder notleidenden Forderungen gebildet, auf dem Hedgefonds oder Investmentbanken solche Forderungen mit teilweise sehr hohen Abschlägen (Disagio) auf den Nennwert erwerben, in Eigenkapital umwandeln und sich somit an einem in Schieflage geratenen Unternehmen beteiligen. Marktteilnehmer sind der Schuldner, der Gläubiger und die Investoren.
Betrachtung aus Sicht des Schuldners
Aus Unternehmenssicht ist die Einschränkung oder komplette Verhinderung der Überschuldung des Unternehmens der Hauptvorteil eines Schuldenbeteiligungstausches. Im Zuge der Restrukturierung wird die Eigenkapitalquote verbessert und zusätzlich Liquidität geschaffen, da Belastungen durch Zinsen und Tilgung wegfallen. Dies hat zur Folge, dass durch die nun verbesserte Bonität und das damit bessere Rating neue Möglichkeiten für eine Fremdfinanzierung geschaffen werden. Dies ist insbesondere in der Sanierung von Bedeutung, da Kreditinstitute, die bereits Forderungen gegenüber dem Unternehmen haben, eher bereit sind, weitere Kredite zu gewähren.
Es ergeben sich weiterhin durch den Wandel eines Gläubigers zum Gesellschafter Chancen für das angeschlagene Unternehmen. So kann vom neuen Gesellschafter unternehmerische Verantwortung übernommen sowie Sanierungs- und Restrukturierungsarbeit geleistet werden. Es kann ein eigener Sanierungsberater als Geschäftsführer berufen werden oder eine Steuerung über die Aufsichtsratsmandate erfolgen. Dies kann günstigenfalls der erste Schritt zu einem erfolgreichen Turnaround für das Unternehmen sein.
Betrachtung aus Sicht des Gläubigers
Aus Gläubigersicht – häufig handelt es sich um Banken – ist ein Schuldenbeteiligungstausch umso sinnvoller, je weniger werthaltig die bisherige Forderung ist. Ist die Forderung aufgrund der drohenden Insolvenz praktisch wertlos geworden, kann ein Schuldenbeteiligungstausch den Schaden für den Gläubiger begrenzen.
Betrachtung aus Sicht des Investors
Aus Investorensicht ist der Schuldenbeteiligungstausch eine riskante Form der Unternehmensbeteiligung. Liegt der Investor bei der Einschätzung der Turnaround-Möglichkeit falsch und die Sanierung verläuft nicht nach Plan, so ist das Investment verloren – abgesehen von einem möglichen Rückfluss aus der Insolvenzmasse gemäß der Insolvenzquote. Sollte die Restrukturierung gelingen, so wird sich der erworbene Unternehmensanteil im Wert erhöhen, und es kann enormes wirtschaftliches Potenzial freigesetzt werden. Insbesondere bei frei handelbaren Anteilen von Aktiengesellschaften (Streubesitz) sind Kursgewinne möglich, die weit über den Betrag der früheren Forderung hinausgehen. Behält der Investor nach erfolgter Sanierung seine Anteile, bleibt ihm ein Einfluss auf die Unternehmensführung, da durch die Kapitalerhöhung der Anteil der Altgesellschafter sank.

## International
Insbesondere im angelsächsischen Raum ist der Debt Equity Swap beliebt. Er kommt vor allem bei Restrukturierungen oder Umschuldungen hochverschuldeter Entwicklungsländer vor, wenn diese Fremdwährungsschulden in ihre eigene Inlandswährung tauschen und gleichzeitig diese bisherige Staatsverschuldung in eine ausländische Direktinvestition durch Kapitalbeteiligung an einem heimischen Unternehmen umwandeln. Ähnlich funktionierte der im Dezember 1989 gegründete österreichische Ost-West-Fonds, einer Tochtergesellschaft der Finanzierungs-Garantie-Gesellschaft (FRG). Er wandelte die beträchtlichen Staatsschulden der Staaten des Ostblocks in Beteiligungen der österreichischen Unternehmen an Ost-Unternehmen um.
Im britischen Common Law ist der Debt Equity Swap eine gebräuchliche Restrukturierungsmaßnahme innerhalb des Scheme of Arrangement.